# أدالبرت شتيفتر
أدالبرت شتيفتر Adalbert Stifter (ولد في 23 أكتوبر 1805 في أوبربلان في بوهيميا واسمه الأصلي ألبرت شتيفتر - ومات في 28 يناير 1868 في لينتس) هو أديب ورسام وتربوي نمساوي. يعتبر من أهم أدباء فترة البيدرماير في ألمانيا.

## حياته
ولد أدالبرت شتيفتر في 23 أكتوبر 1805 وكان الابن الأكبر ليوهان شتيفتر الذي كان صانع أنسجة وبائع خيوط في منطقة مولدواو في بوهيميا، وولد باسم ألبرت Albert. توفي والده بعد وقت قصير خلال إصابة في العمل فقد صدمته عربة كتان في عام 1817. وعمل ألبرت بشكل خاص في مزرعة جده لأبيه أوجوستين شتيفتر لكي يساعد في تحسين حالة الأسرة المادية. ثم أرسله جده لأمه فرانتس فريبس رغم بعض المعارضة في عام 1818 إلى المدرسة اللاتينية Lateinschule. تزوجت الأم في عام 1820 بالخباز فرديناند ماير. وفي عام 1825 مرض شتيفتر بالجدري المعروف بـ echte Blattern .
ظل حتى عام 1826 في المدرسة اللاتينية التابعة للبينيدكتيين في كريمسمونستر. وخلال تلك الفترة في مؤسسة كريمسمونستر، والتي وصفها فيما بعد بأنها أجمل فترات حياته، تفتحت مداركه وتكونت لدية رؤية تنويرية للطبيعة والأدب والفن.
وفي عام 1826 شرع في دراسة الحقوق في فيينا وحقق في الاختبارات الأولة نتائج جيدة. استعان شتيفتر على نفقات دراسته من خلال عمله كمدرس منزلي. وكتب في تلك الفترة أولى محاولاته الأدبية والتي تأثر فيها بجوته وهردر وجان باول. وفي تلك الفترة أحب فتاة من بلدة فريمبورك في بوهيميا تدعى فاني جرايبل وصار يتردد على البلدة لرؤيتها، ولكن لم تكلل هذه القصة بالنجاح، وازداد شعوره باليأس الذاتي وحاول الهروب منه بالكحول. وشكلت نهاية العلاقة غير السعيدة بفاني عبئا على أدائه في الجامعة فترك الدراسة في عام 1830 دون تحقيق شيء. وفي عامي 1829 و1830 كتب شتيفتر أولى أعماله النثرية يوليوس وهي قصة غير مكتملة، يتبدى فيها بوضوح تأثير جان باول. وحاول في عامي 1832 و1833 إيجاد وظيفة معلم. وفي فبراير 1833 قطعت فاني بشكل نهائي علاقتها به، فلم يلبث أن تعرف على صانعة القبعات أمالي موهاوبت Amalie Mohaupt (1811 - 1883) والتي وصفت من قبل المحيطين به بأنها أقل منه في الثقافة. وبعد فشل آخر خطاب ندم إلى فاني في 20 أغسطس 1835 وعد أمالي بالزواج. وكتب روايته طائر الرخ Der Condor في عام 1834 و1835، ونشرت في عام 1840.
تزوجت فاني في عام 1836 من الموظف المالي فلايشاندرل، وتزوج شتيفتر في 15 نوفمبر 1837 من أمالي وحاول بتلك الطريقة إعادة ترتيب النظام الداخلي لحياته. ازدادت أوضاعه المادية سوءا وازداد العبء عليه خاصة بسبب حب زوجته للتبذير، وتجمعت عليه الرهونات في عامي 1837 و1841. وفي عامي 1836 و1837 كتب روايته زهور الحقل Feldblumen ونشرت في عام 1841.
وكان شتيفتر قبل الزواج في عام 1837 قد تقدم بطلب للحصول على وظيفة معلم بمعهد علوم الغابات في ماريابرون. ورسم في عام 1839 أولى لوحاته الهامة وهي «نظرة على بيوت الضواحي في فيينا» و«نظرة على حارة بياتريكس» و«أطلال فيتنجهاوزن». وفي نفس العام توفيت فاني. ونشرت «طائر الرخ» في عام 1840 في «مجلة فيينا للفن والأدب والمسرح والموضة» واستقبلت استقبالا طيبا من القراء. وتبع ذلك نشر «زهور الحقل» في عام 1841 في التقويم الأدبي Iris .
بعد عام 1841 عاد شتيفتر إلى التدريس المنزلي وعمل من عام 1843 حتى 1846 مدرسا منزليا لريشارد فون ميترنيش ابن المستشار النمساوي. وبدأ الناشر جوستاف هيكيناست الذي أصدر «طائر الرخ»، بدأ في دعم وتشجيع شتيفتر، فنشر له مجموعة «فيينا والفيينيين» Wien und die Wiener ونشر في عام 1842 قصة Der Hochwald في التقويم الأدبي Iris.
تبع ذلك بأعمال صحفية، حتى حقق نجاحه الكبير الذي جعل منه كاتبا مشهورا، وهي رواية أبدياس Abdias في عام 1842 وأمنت له الاستقلال المادي. ثم كتب حتى عام 1844 أعمالا هي «بريجيتا» و«الختم القديم» وDer Hagestolz وDer Waldsteig.
وفي عام 1843 أعاد شتيفتر كتابة قصصه الأولى، واستطاع في عام 1844 أن ينشر مجموعة قصصه في الأجزاء الأولى من «الدراسات» Studien. ومع نشر الأجزاء الأولى لقى الاعتراف بموهبته الأدبية، غير أن هذا التقدير زال مع نشر آخر جزء في عام 1847. حتى أن فريدريش هيبل نقد أعمال الأديب الجديد بحدة.
ودفعت الاضطرابات التي حدثت في عام الثورة 1848 شتيفتر الذي كان يعتبر من أتباع الحركة الثورية ومعدودا من الليبراليين التقدميين وكذلك مرشحا لعضوية الجمعية الوطنية، دفعت كل تلك الامور كاتبنا إلى مغادرة فيينا والانتقال إلى لينتس. وهناك نشر في عام 1849 قصته «المدرسة الريفية» Die Landschule والتي صور فيها عمل المعلم الريفي بصورة إيجابية. وفي عام 1850 اشتدت تعرض لأزمة مادية، ورشح في عام 1853 ليكون مسشتارا مدرسيا.
وصف شتيفتر زواجه بأمالي بأنه زواج سعيد، إلا أن عدم وجود أطفال ألقى بظلال قاتمة على هذا الزواج. فاتخذ الزوجان ابنة أخ لأمالي واسمها يوليانه ربيبة لهما. غير أن تلك البنت كانت تهرب من البيت مرات عدة، وذات مرة اختفت لبضعة أيام في شتاء عام 1859 ووجدت جثتها في نهر الدانوب. وبقي غامضا ما إذا كانت الوفاة قد حدثت خلال إصابة أو خلال انتحار. وعلى أي حال فقد أثرت تلك الخسارة تأثيرا مريرا على الزوجين. وقد رعت أمالي زوجها لمدة طويلة وأحاطته بالرعاية والحنان، وكانت غير مثقفة وتمتلأ كتابتها بالكثير من الأخطاء النحوية.
اتصف شتيفتر بأنه غير معتدل في طعامه وشرابه، فقد كان يستهلك في العام الواحد حوالي 600 ليتر من النبيذ والبيرة. وكان لهذا الإفراط آثاره السلبية عليه. فقد ساءت صحته كثيرا، وكان يقضي فترات علاج متعددة في مشافي العلاج بسبب معاناته «آلام الأعصاب». وكانت كتابته لروايته التاريخية فيتيكو Witiko متقطعة أثناء تلك المدة وذلك خلال أعوام. وفي النهاية لم يعد قادرا على الوفاء بمتطلبات وظيفته، فمنحه أحد الواهبين معاشا للقب مستشار بلاط. وبسبب المعاناة التي تكبدها من كبده المريض، فقد أقدم شتيفتر في يوم 26 يناير 1868 وهو في سرير مرضه على تناول شفرة حلاقة وقطع بها شريان عنقه وفارق الحياة بعد ذلك بيومين. ودفن في مقبرة سانت باربارا في مدينة لينتس St.-Barbara-Friedhof. وصنع له قناع الموت يوزف رينت.

## النقد
انتقد العديدون أسلوبه اللغوي ووصفوه بالتعقيد والإسهاب، ووصفوا موضوعاته التي كان يتناولها بالفارغة. ومن بين المنتقدين له معاصره فريدريش هيبل فقد انتقده نقدا لاذعا ووصف أعماله بأنها لا تحتوي إلا على صور مزخرفة لا يخرج المرء منها بفائدة.
غير أن الكثيرين من الأدباء والمفكرين المعاصرين له كانوا معجبين له ومقدرين لإنتاجه الأدبي الرفيع ومن بينهم فريدريش نيتشه. وتركز النقد والمدح في نقطتين هما الأخلاق والطبيعة في أدبه.

## من أعماله
- يوليوس 1830
- طائر الرخ 1840
- زهور الحقل 1841
- الختم القديم 1844
- قلعة المجانين 1844
- دراسات (من ستة أجزاء 1842 - 1845)
- المحسن الفقير 1848
- بروبوكوس 1848
- الشقيقات 1850
- ما بعد الصيف 1847
- حافظة أوراق جدي الأكبر 1864
- فيتيكو
- قبلة زينتسه 1866
- قصص 1869

## اقتباس
’’الطبيعة ترقق وتلطف القلب البشري‘‘.

## روابط خارجية
- أدالبرت شتيفتر على موقع IMDb (الإنجليزية)
- أدالبرت شتيفتر على موقع الموسوعة البريطانية (الإنجليزية)
- أدالبرت شتيفتر على موقع ميوزك برينز (الإنجليزية)
- أدالبرت شتيفتر على موقع أول موفي (الإنجليزية)
- أدالبرت شتيفتر على موقع إن إن دي بي (الإنجليزية)
- أدالبرت شتيفتر على موقع ديسكوغز (الإنجليزية)
- أدالبرت شتيفتر على موقع كينوبويسك (الروسية)